# Câineni
Câineni là một xã thuộc hạt Vâlcea, România. Dân số thời điểm năm 2002 là 2780 người.